# Cyprus
De Republiek Cyprus (uitspraak: [ˈsiprʏs]; Grieks: Κυπριακή Δημοκρατία, Kypriakí Dimokratía; Turks: Kıbrıs Cumhuriyeti) is gelegen op het gelijknamige eiland Cyprus in het oosten van de Middellandse Zee, ca. 70 km ten zuiden van Turkije en 105 km ten westen van Syrië. Cyprus behoort geografisch gezien tot Azië, maar om politieke en culturele redenen wordt het ook tot Europa gerekend. Cyprus is sinds 2004 lid van de Europese Unie.
In 1974 was er een door de militaire Junta in Griekenland gesteunde staatsgreep op het eiland. Als tegenreactie lanceerde Turkije een invasie in het noorden om de Turks-Cypriotische minderheid te beschermen. Nadat het bestuur van voor de staatsgreep weer was hersteld ging Turkije echter door met de bezetting van Noord Cyprus. Sinds 1983 noemt dit deel zich de Turkse Republiek Noord-Cyprus. Het merendeel van de Internationale gemeenschap (o.a. alle landen van de EU, de verenigde Naties, Verenigde Staten, Verenigd Koninkrijk, Rusland, China, India, Canada, Australië, Japan, Brazilië, Indonesië en Zuid-Afrika) echter hebben de invasie van Turkije op basis van het internationaal recht veroordeeld. Het eiland is nog steeds bestuurlijk in tweeën gedeeld. Noord-Cyprus wordt alleen door Turkije erkend. 

## Geschiedenis
Cyprus staat volgens de Griekse mythologie bekend als geboorteplaats van de godin Aphrodite.
In de geschiedenis van Cyprus is de strategische ligging aan de uithoeken van de grote rijken in de loop der tijden van belang geweest. Ook de bodemrijkdom van Cyprus maakte het een begeerd eiland. Hierdoor is de geschiedenis van Cyprus in feite een geschiedenis tussen oost en west in het klein.
Vooral onder invloed van Griekenland, dat zich cultureel verwant voelde en met een veto tegen een verdere uitbreiding van de Europese Unie naar Oost-Europa dreigde, werd Cyprus tussen 1990 en 1999 door de EU als toekomstige lidstaat aanvaard. In mei 2004 werd het land, ondanks de tweedeling van het land, lid van de EU en op 1 januari 2008 werd de euro als wettig betaalmiddel ingevoerd. In 2013 kreeg het land te maken met een ernstige kredietcrisis.

## Bestuurlijke indeling
Cyprus is bestuurlijk officieel onderverdeeld in zes districten. Deze districten dateren van voor de deling van het eiland en de grenzen van de districten negeren de grens tussen het Grieks- en bezet Turks-Cypriotische deel van het eiland.
De 6 districten zijn onderverdeeld 615 Dimoi (Δήμοι) en Koinotites (Κοινότητες), respectievelijk de stads- en landgemeenten.

## Demografie

### Taal
De officiële talen op Cyprus zijn Grieks (Cypriotisch Grieks) en Turks (Cypriotisch Turks). Erkende minderheidstalen zijn het Cypriotisch Armeens en het Cypriotisch Arabisch.
Andere talen die door minderheden gesproken worden op Cyprus zijn Russisch, het Pontisch Grieks, Roemeens en Bulgaars.

### Bevolking

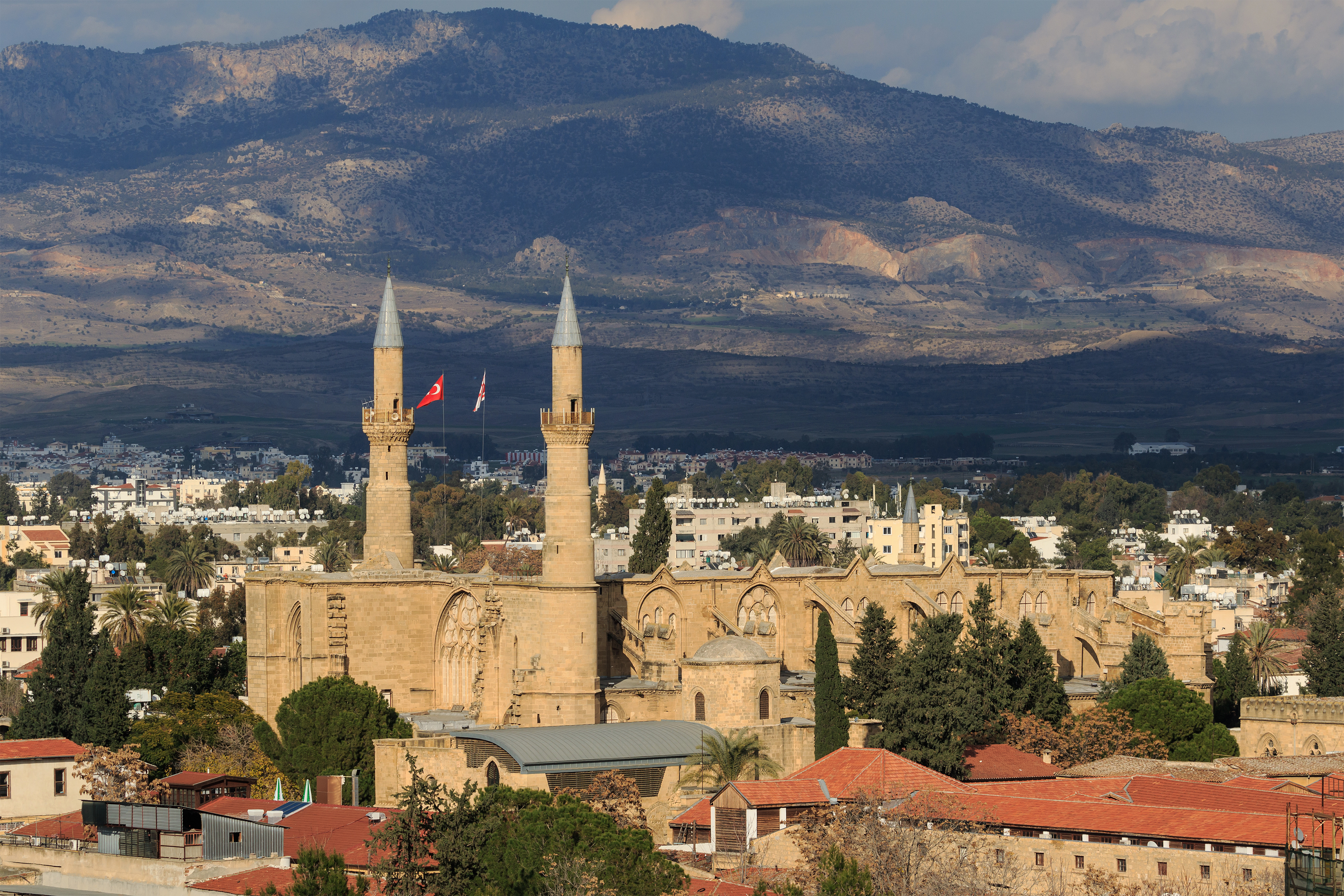
De Selimiye-moskee in het noorden van Nicosia.

Etnische groepen (2001):
- 68% Grieken
- 27% Turken
- 5% overige, waaronder Armeniërs

### Religie
- 69% Cypriotisch-Orthodoxe Kerk
- 27% moslim (soennitisch)
- 4% overige, waaronder leden van de Armeens-Apostolische Kerk en de Maronitische Kerk, joden, katholieken van de Latijnse ritus, atheïsten en protestanten.[9]

De Grieken hangen over het algemeen de Orthodoxe Kerk van Cyprus aan, de Turken zijn islamitisch (soennitisch), de Armeniërs behoren tot de Armeens-Apostolische Kerk en de Maronieten tot de met Rome geünieerde Maronitische Kerk. Er is ook een kleine joodse gemeenschap.
De Orthodoxe Kerk van Cyprus dankt haar ontstaan aan de missionering door de apostelen Paulus en de Cyprioot Barnabas. De Kerk viel oorspronkelijk onder de jurisdictie van Antiochië, maar reeds het derde Oecumenisch Concilie (Efeze, 431) kende haar het recht van zelfbestuur toe (zie autocefale Kerken). Vanaf 1196 was de kerkelijke macht grotendeels in handen van de Latijnse hiërarchie; deze overheersing duurde tot 1571, in welk jaar de Turken het eiland bezetten. Wegens het vaak ontactische optreden van de katholieke bisschoppen vervreemdden orthodoxen en katholieken totaal van elkaar. Gedurende de twintigste eeuw heeft de Orthodoxe Kerk van Cyprus zich zeer ingespannen voor de nationale belangen van de Griekse bevolking van het eiland. Aartsbisschop Makarios III was tevens de politieke leider van de staat. De Orthodoxe Kerk van Cyprus volgt de Byzantijnse liturgie in het Katharevousa.

## Geografie

### Kerncijfers
- oppervlakte: 9.251 km²[2] (in de praktijk controleert de officiële Cypriotische regering maar 5.895 km² van Cyprus, het resterende gedeelte, ongeveer 1/3 van het eiland, wordt bestuurd door de niet-unaniem erkende staat Turkse Republiek Noord-Cyprus)
- inwoners: 1.266.676 (2020)[4]
- bevolkingsdichtheid: 136,9/km² (2020)

### Eilanden
Naast het eiland Cyprus heeft Cyprus de volgende eilanden :
- Agios Georgios
- Geronisos
- Glykiotissa
- Kila
- Klidheseilanden
- Koppos
- Kordylia (eilanden)
- Mazaki

### Steden
De hoofdstad is Nicosia (Lefkosía [Gr.] / Lefkoşa [Tr.]).
Andere belangrijke steden op het eiland zijn:
- Limasol (Lemesos)
- Larnaca
- Paphos
- Famagusta (Ammochostos) (Gazimağusa [Tr.])
- Kyrenia (Girne [Tr.])

### Natuur
Het natuurlijk landschap van Cyprus bestaat uit bergnaald- en loofbossen, open bossen, graslanden, hoge struikgebieden (maquis) en lage struikgebieden (garrigue of phrygana). 752,26 km² van het landoppervlak van het eiland is beschermd.

### Geologie
Het woord "koper" is hetzij afgeleid van de naam Cyprus, hetzij Cyprus is genoemd naar koper. Het element koper komt veel voor op Cyprus en wordt van oudsher gedolven.

## Bezienswaardigheden
- Ruïnes uit de Romeinse tijd (2e tot 5e eeuw na Chr.) in Paphos
- Troodosgebergte met berg Olympus (1952 m)
- Kykkosklooster
- Pano Lefkara, dorp met kantwerk
- Pedieos, langste rivier van Cyprus
- Rots van Aphrodite
- Choirokoitia, archeologische site uit het Neolithicum

## Economie
De economie steunt op vier pijlers: toerisme, dienstensector (waaronder de financiële dienstverlening), vastgoed en de export van agrarische producten (met name citrusvruchten, aardappelen, druiven, tabak). De visserij is nauwelijks van belang: de wateren rond het eiland zijn arm aan vis. Er is enige mijnbouw: koper- en ijzererts, marmer en gips.
Er is een groot verschil in welvaart tussen het Noorden en het Zuiden. Grieks-Cyprus onderhoudt internationale economische betrekkingen en is sinds 1 mei 2004 lid van de EU. Mede door de open economie lag het welvaartspeil in het Griekse deel hoger dan in het Turkse deel. Het Turkse deel is voor de economie afhankelijk van Turkije. Het wordt niet erkend, waardoor economische betrekkingen en handel buiten Turkije niet mogelijk zijn. Om dit verschil in welvaart te verkleinen heeft de Europese Unie financiële steun aan het Noorden beloofd. Uit protest wordt dit geblokkeerd door de Grieks-Cypriotische parlementsleden in de EU.
Op 1 januari 2008 heeft Cyprus samen met Malta de euro ingevoerd. Zij zijn daarmee het 14e en het 15e euroland. De euro vervangt hiermee het Cypriotisch pond als munteenheid.
Op 16 maart 2013 zijn de Cypriotische banken gesloten om een bankrun te voorkomen. Het eiland weigerde aan de voorwaarden te voldoen waaronder het een 10 miljard 'noodlening' van de EU zou kunnen krijgen (waaraan Nederland 600 miljoen zou moeten bijdragen). Op 25 maart is er een definitief akkoord gekomen voor een Europees steunpakket van 10 miljard euro, na twee mislukte akkoorden. Zie Europese staatsschuldencrisis: 17/25 maart 2013: akkoord over steunpakket Cyprus. De banken gingen op 28 maart weer open maar er werden strenge kapitaalbeperkingen ingesteld, zo kunnen rekeninghouders slechts 300 euro per dag opnemen. De financiële dienstverleningssector (banken), waarin veel buitenlanders hun geld parkeerden en die een van de pijlers van de economie was, gaat hard achteruit.

## Politiek

### Deling van het eiland

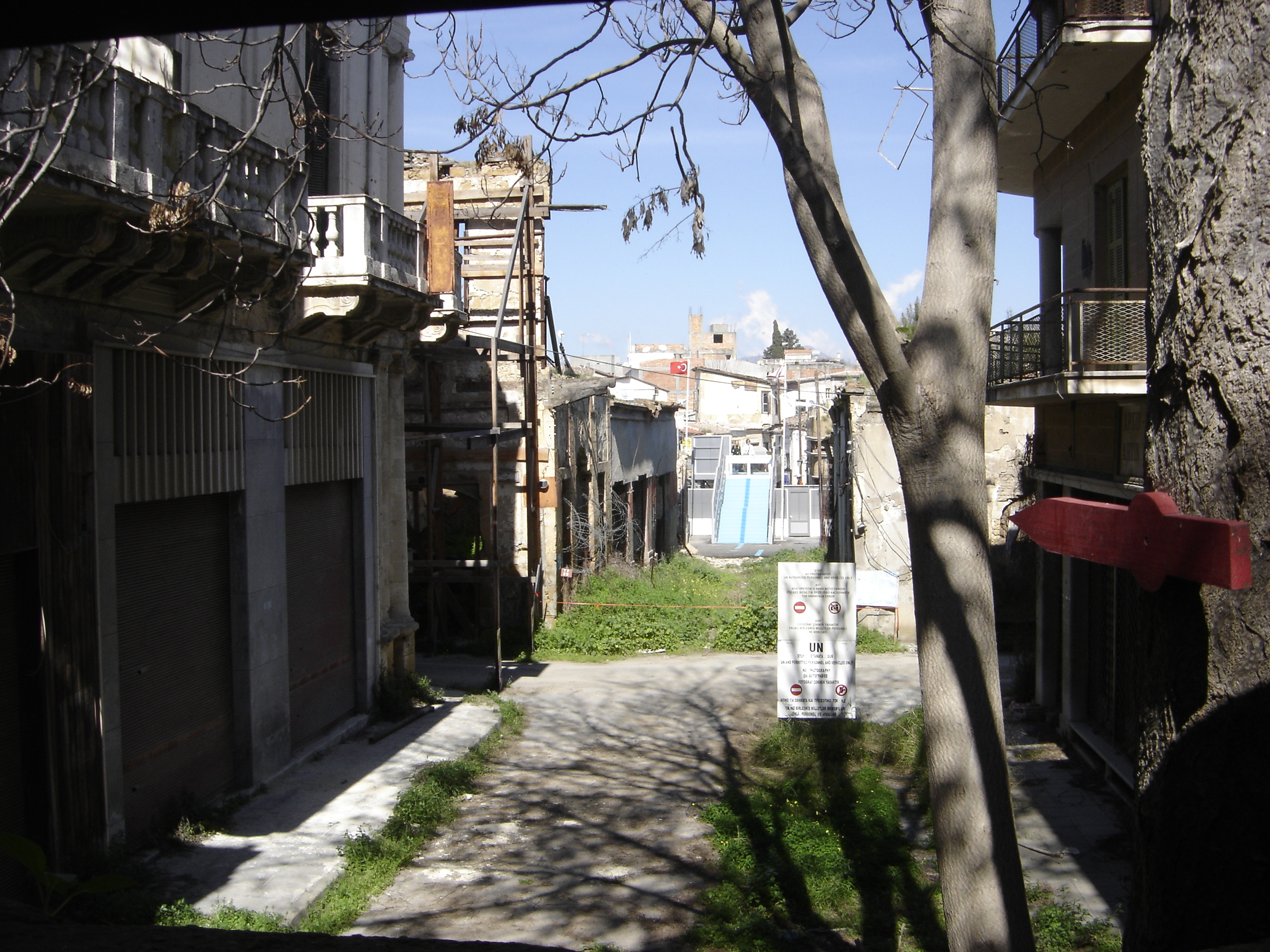
Scheidingslijn door Nicosia, op de achtergrond het Turkse deel van de stad

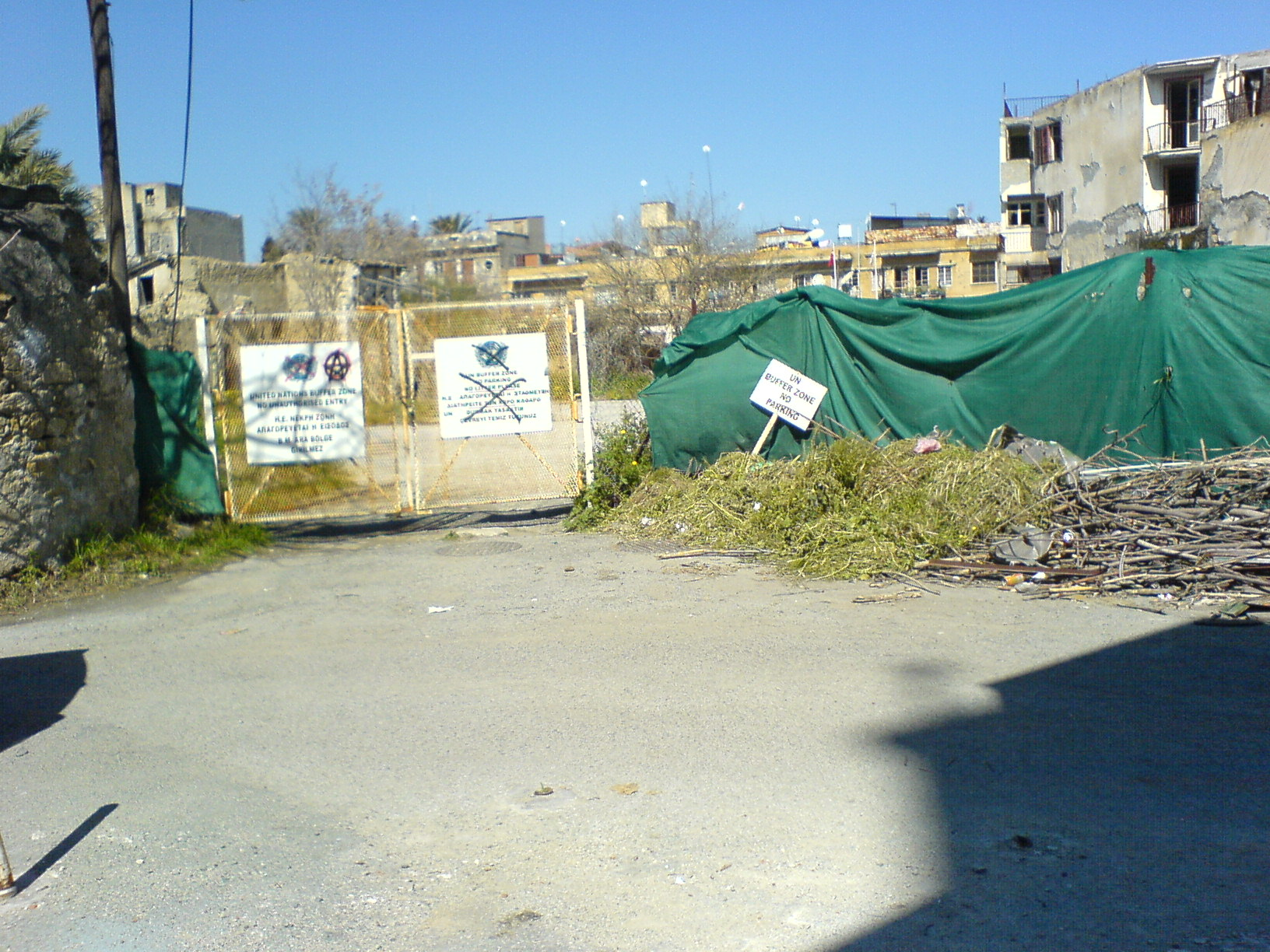
UN bufferzone bij Nicosia, 2007

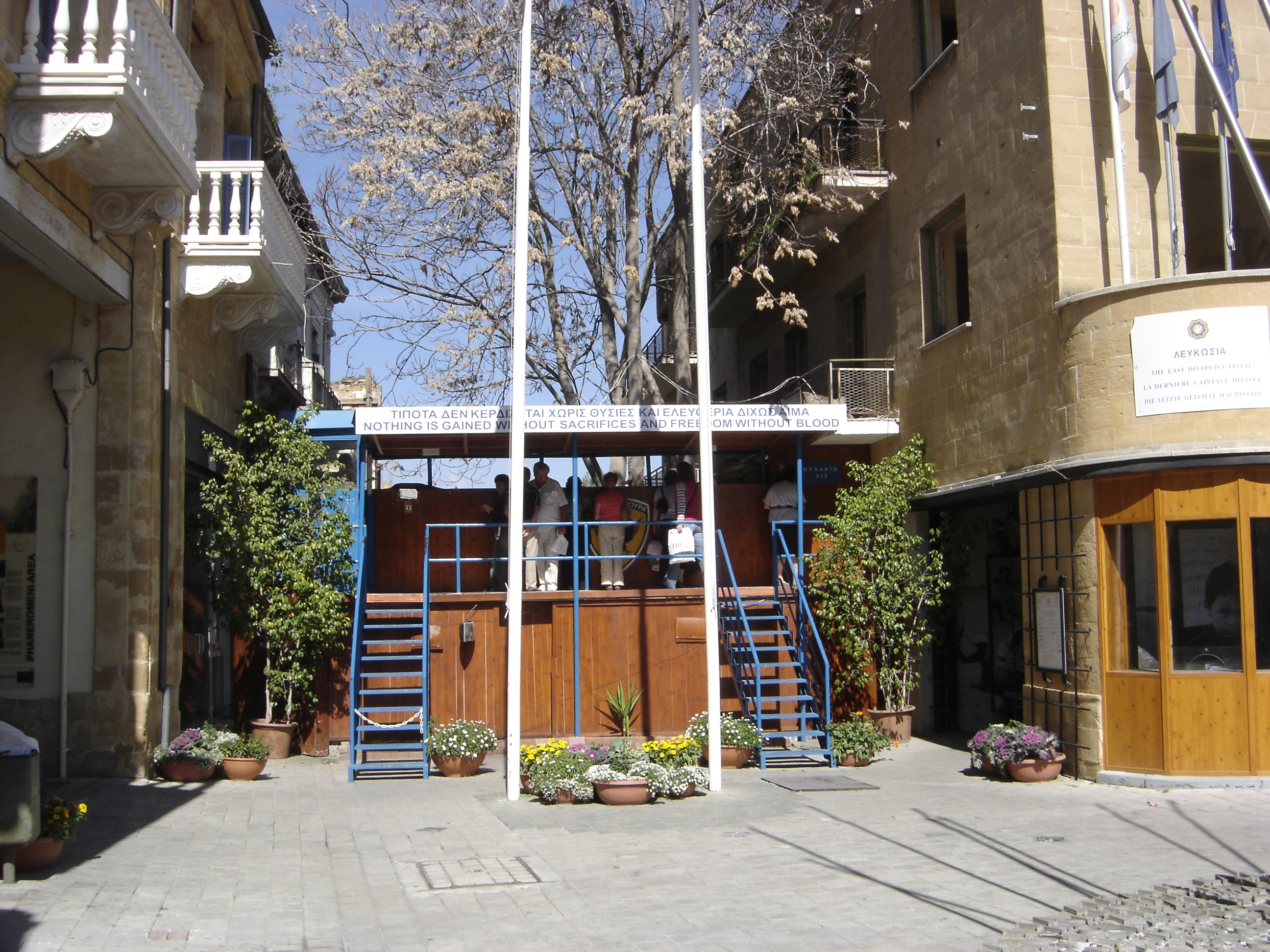
Toeristen bekijken het Turkse deel van Nicosia, 2006

In de tijd van de dekolonisatie werden in de Britse kroonkolonie Cyprus besprekingen gevoerd over meer autonomie. De Griekse gemeenschap eiste echter onafhankelijkheid. Een meerderheid van de Grieks-Cyprioten wenste zelfs aansluiting van Cyprus bij Griekenland (enosis).
Voor de Turks-Cyprioten was dit onbespreekbaar omdat ze niet als Turkse minderheid in een Griekse staat wilden wonen. Zij streefden, vooral op aansturen van Turkije, naar de scheiding van het eiland in een Turks-Cypriotisch en een Grieks-Cypriotisch deel. Omdat de Britten weinig wilden weten van een onafhankelijk Cyprus, ging de nationalistische, Grieks-Cypriotische organisatie EOKA in 1955 over tot een geweldscampagne tegen de koloniale overheerser, Turks-Cyprioten en Griekse tegenstanders van "enosis". In de praktijk werden veelal Turks-Cyprioten het slachtoffer. Het gevolg was dat veel Turks-Cypriotische dorpen werden geplunderd, waarbij velen werden gedood, wat door de Turken wordt aangeduid als "etnische zuiveringen". Turks-Cypriotische nationalisten richtten in hetzelfde jaar een eigen gewapende militie op als tegenactie, die aanvankelijk "Volkan" en later TMT werd genoemd.
Na een pijnlijke periode van vier jaar guerrilla besloten Turkije, het Verenigd Koninkrijk en Griekenland tijdens onderhandelingen in Londen en Zürich het eiland onafhankelijkheid te verlenen. Een onafhankelijkheid onder curatele, want Ankara, Athene en Londen behielden zich als garantstellende mogendheden het recht voor om op Cyprus in te grijpen als de grondwettelijke orde zou worden verstoord. De grondwet bevatte zo veel mogelijkheden voor beide gemeenschappen om het bestuur te frustreren dat al in 1963 het staatsapparaat tot stilstand kwam. De voorstellen van president Makarios om de grondwet te wijzigen en de vergaande bescherming van de Turks-Cypriotische gemeenschap (18% van de bevolking) in te perken, leidden in december 1963 tot gevechten tussen Turks en Grieks-Cypriotische nationalisten, die beide nog enosis (volledige aansluiting bij Griekenland) en taksim (deling van het eiland in twee gemeenschappen) in hun vaandel droegen.
In de loop van de jaren zestig wist aartsbisschop Makarios een meerderheid van de Grieks-Cyprioten achter zijn politiek van enosis te krijgen. De rol van Griekenland bij het onderhandelingsproces over de onafhankelijkheid, maar vooral het optreden vanaf 1967 van een militaire junta in Athene, luidde de tijdelijke ondergang in van het eens zo populaire begrip enosis. Het begrip taksim bleef populair bij de Turks-Cypriotische nationalisten, die daarbij steun ontvingen van de Turkse regering.
Na de onafhankelijkheid namen de spanningen tussen Grieken en Turken toe. Deze kregen tussen 1963 en 1967 het karakter van een burgeroorlog, waarin Grieks en Turks-Cypriotische nationalisten tegenover elkaar stonden. Dit was aanleiding voor de VN tot het sturen van een vredesmacht, die nog steeds op het eiland opereert. Onder gewelddadige druk van Grieks-Cypriotische nationalisten trok een groot deel van de Turks-Cyprioten zich terug in enclaves, die door de regering tot het enigszins afnemen van de spanningen na 1967, bovendien economisch en politiek werden geboycot. Na een crisis in 1967, waarbij hevige onderlinge gevechten leken uit te lopen op een invasie door Turkije, dat wilde optreden als garantstellende mogendheid, begonnen beide gemeenschappen te onderhandelen. Dat gebeurde onder leiding van Rauf Denktaş en Glafkos Klerides, die tijdelijk een zekere ontspanning teweegbrachten.
Die toenadering werd ruw onderbroken toen het Griekse kolonelsbewind in 1974 een staatsgreep tegen president Makarios organiseerde, met als doel aansluiting van Cyprus bij Griekenland. Deze staatsgreep leidde tot hevige gevechten tussen voor- en tegenstanders van aartsbisschop Makarios. De poging tot staatsgreep en doorgaande geweldscampagnes van EOKA tegen de Turks-Cyprioten was aanleiding voor Turkije om eenzijdig in te grijpen, nadat de Britten hadden geweigerd in te stemmen met een gezamenlijke actie. Turkije ging in juli 1974 over tot een invasie waarbij een deel van het noorden van het eiland werd bezet. De Turkse invasie betekende het mislukken van de staatsgreep en het einde van wederzijdse geweldscampagnes. Bij verdere onderhandelingen over de kwestie tussen Griekenland, Turkije en Groot-Brittannië werd geen overeenstemming bereikt.
In plaats van zich terug te trekken begon Turkije in augustus een nieuw offensief, waarbij het gehele noorden van het eiland en de stad Famagusta werden bezet. Als gevolg van de voortdurende illegale bezetting van het noordelijke deel van het eiland werden 200.000 Grieks-Cyprioten gedwongen hun huizen te verlaten en als vluchtelingen hun toevlucht te zoeken in het zuidelijke deel van het eiland. De Grieks-Cyprioten uit het noorden werden met geweld van huis en haard verdreven. 
Na het sluiten van een wapenstilstand, begonnen dit keer onder toezicht van de VN, een uitwisseling van Grieks-Cyprioten naar het zuiden en Turks-Cyprioten naar het noorden. Het gevolg was een politieke, sociale, en economische scheiding van het eiland, die blijft voortduren: in het zuiden het onbezette gebied van Republiek Cyprus en in het noorden de in 1983 zelfverklaarde Turkse Republiek Noord-Cyprus (TRNC). Resolutie 541 van de Veiligheidsraad van de VN (1983) verklaarde het uitroepen van de onafhankelijkheid door Noord-Cyprus onwettig en deed een oproep voor de terugtrekking van de Turkse troepen. Deze resolutie vroeg alle lidstaten om de regering van het gebied dat zich afscheidde niet te erkennen en geen steun te verlenen.
Enkel Turkije erkent de regering van de TRNC. De scheidingslijn tussen het bezette deel van het eiland en het vrije deel loopt dwars door Nicosia. Op deze grens ligt ook de tot niemandsland verklaarde spookstad Varosha, de toeristische buitenwijk van Famagusta, die door het Turkse leger van de buitenwereld is afgesloten.

### Cyprus in de 21e eeuw

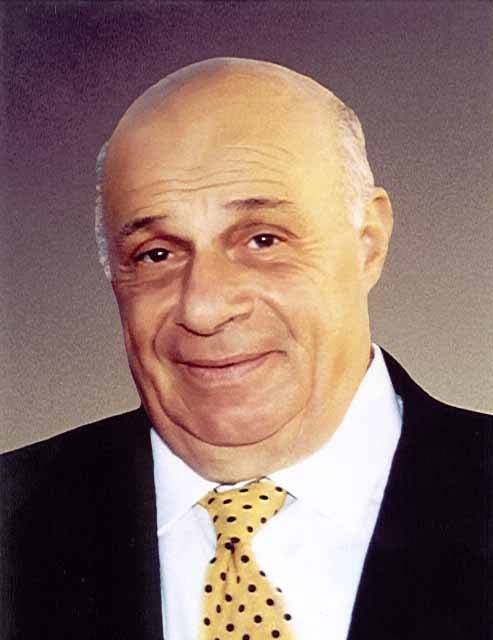
Rauf Denktaş

Sinds de scheiding in 1974 was Rauf Denktaş leider van het noorden van het land. De bezetting van het noordelijke deel van Cyprus in 1974 door Turkije is omstreden. Sommigen beweren dat het niet om een "bezetting" gaat omdat Turkije zich zou baseren op het Akkoord van Londen van 1959 waarin eenzijdig ingrijpen mogelijk is. Daarnaast zou de Turks-Cypriotische bevolking de aanwezigheid van de Turkse troepen tolereren en ondersteunen uit veiligheid. Voor de Verenigde Naties is Noord-Cyprus bezet gebied, en is de zogenaamde "Turkse Republiek Noord-Cyprus" slechts een marionetten-regime van Turkije. Pogingen van bepaalde landen om de TRNC te erkennen worden onder internationale druk achterwege gelaten. Door de militaire operatie van 1974 is de rust op het eiland in ieder geval verzekerd. Het opende de mogelijkheid tot 'vreedzame' en geweldloze onderhandelingen tussen de bevolkingsgroepen. Voorheen was dit door burgeroorlogen en moeizame politieke ontwikkelingen nauwelijks meer mogelijk.
In 2007 kwam er een dooi in de relaties tussen Grieks-Cyprioten en Turks-Cyprioten.

### Politieke partijen
Enkele Grieks-Cypriotische partijen:
- Anorthotiko Komma Ergazomenou Laou
- Dimokratikó Kómma
- Dimokratikos Synagermos
- Enomeni Dimokrates
- Kinima Sosialdimokraton
- Europese Partij
- Kinima Oikologon Perivallontiston

Een kwestie die de gemoederen bezighoudt op het eiland, gaat over de vertegenwoordiging van de bevolkingsgroepen. De genoemde politieke partijen zijn van Grieks-Cypriotische afkomst. De Turks-Cyprioten worden in het parlement in Nicosia de facto niet vertegenwoordigd. Met de onafhankelijkheidsverklaring van de TRNC claimen de Turkse inwoners een eigen vertegenwoordiging.

### Presidenten
Sinds de onafhankelijkheid van Cyprus in 1960 is de president het staatshoofd van Cyprus. De eerste president van het land was tevens de hoogste geestelijke van de Cypriotisch-Orthodoxe Kerk.
- Aartsbisschop Makarios III, 1960–1977
  - Gedurende de acht dagen durende staatsgreep in juli 1974 fungeerde Nikos Sampson namens de junta als president
  - Glafkos Klerides was na de mislukking van de staatsgreep waarnemend president tot de terugkeer van Makarios de aartsbisschop in december
- Spyros Kyprianou, 1977–1988
- George Vasiliou, 1988–1993
- Glafkos Klerides, 1993–2003
- Tassos Papadopoulos, 2003–2008
- Dimitris Christofias, 2008–2013
- Nikos Anastasiadis, 2013–2023
- Nikos Christodoulides, sinds 2023

## Moeizame hereniging
De geschiedenis van Cyprus na de stichting van de Republiek Cyprus in 1960 kenmerkt zich vooral door moeilijkheden van een hereniging van beide bevolkingsgroepen. Deze constatering baseert zich op de volgende ingrijpende gebeurtenissen: "enosis"-campagnes in de jaren 1952-59, de hierdoor ontstane burgeroorlogen vanaf 1963, Cyprus-crises in 1967 vanwege eenzijdige pogingen de grondwet te veranderen, de militaire ingreep van 1974 op grond van garantieovereenkomsten, de eenzijdige 'oprichting' van TRNC en de afwijzing van plannen voor hereniging. De realiteit van Cyprus is dat er etnisch, taalkundig, godsdienstig en cultureel gezien twee verschillende gemeenschappen zijn. Men zou kunnen stellen dat een hereniging, door de grote onderlinge verschillen, wordt bemoeilijkt. Als alternatief voor hereniging zou de internationale gemeenschap kunnen overwegen een federale oplossing te vinden voor het conflict. Tot op heden blijft men echter volharden in een hereniging.

### Onderhandelingen in april 2004
In 2004 vonden onderhandelingen plaats over voorstellen van VN-chef Kofi Annan met als doel de hereniging van Cyprus. Directe aanleiding was de aankomende toetreding van Cyprus tot de Europese Unie op 1 mei dat jaar. Het vredesvoorstel van Annan werd echter afgewezen door de Grieks-Cyprioten.
Er werden referenda gehouden, zowel in het noorden, als in het zuiden en de meerderheid van de bevolking in het noorden (64,91%) stemde voor hereniging. De meerderheid van de bevolking in het zuiden (75,83%) stemde tegen de hereniging. Er zijn diverse redenen, waarom de Grieks-Cyprioten zich tegen dit plan keerden:
- het langdurig stationeren van grote contingenten Turkse en Griekse militairen op het eiland, waar eerder sprake was van demilitarisering;
- de compensatieregeling voor Cyprioten, die hun bezittingen waren kwijtgeraakt, kwam volledig ten laste van de Cypriotische schatkist en niet van de Turkse;
- de handhaving van het Akkoord van Londen (1959), waardoor Ankara in de toekomst opnieuw een voorwendsel zou kunnen hebben om in te grijpen en
- de regeling waaronder een groot deel van de Turkse immigranten mocht blijven.

## Verkeer en vervoer
Een van de Britse nalatenschappen is dat er in Cyprus links wordt gereden in het verkeer. Er zijn geen spoorwegen, het openbaar vervoer wordt met buslijnen uitgevoerd.